# Уттар-Прадеш
Уттар-Прадеш (гінді उत्तर प्रदेश, англ. Uttar Pradesh) — штат на півночі Індії. Столиця — місто Лакхнау. «Уттар» в перекладі з гінді означає «північ», «прадеш» — «область», «країна».

## Географія
Штат розташований в основному в межах Індо-Гангської низовини, в родючій долині Гангу і Джамни.
Уттар-Прадеш межує з Непалом, а з індійських штатів — з Уттаракхандом (виділений із складу Уттар-Прадеша в 2000 році згідно з прийнятим парламентом країни законом), Хімачал-Прадешем, Хар'яной, Раджастханом, Мадх'я-Прадешем, Чхаттісгархом, Джаркхандом, Біхаром і національною столичною територією Делі.

## Населення
Уттар-Прадеш є найбільшою за кількістю населення у світі адміністративно-територіальною одиницею, а з держав (окрім самої Індії) його перевершують лише КНР, США й Індонезія. Станом на 2011 рік воно складало 199 млн чол.
Рівень освіченості населення Уттар-Прадеша невисокий (порівняно, наприклад, з Кералою) і становив у 2001 році 70 % для чоловіків і 43 % для жінок. Найвідоміший вищий навчальний заклад у штаті — Аллахабадський університет. Як і в середньому по всій країні, рівень освіченості серед чоловіків істотно вищий, ніж серед жінок.

## Історія
На території Уттар-Прадеша до середини XIX століття розташовувалася британська провінція Агра і князівство Ауд. 1858 року їх об'єднали; конгломерат, що вийшов, назвали «Об'єднані провінції Агри і Ауда», а 1902 року скоротили до «Об'єднаних провінцій». Після здобуття Індією незалежності штат дістав сучасну назву.

## Економіка
Уттар-Прадеш — один з економічно найвідсталіших штатів країни.

## Визначні пам'ятки

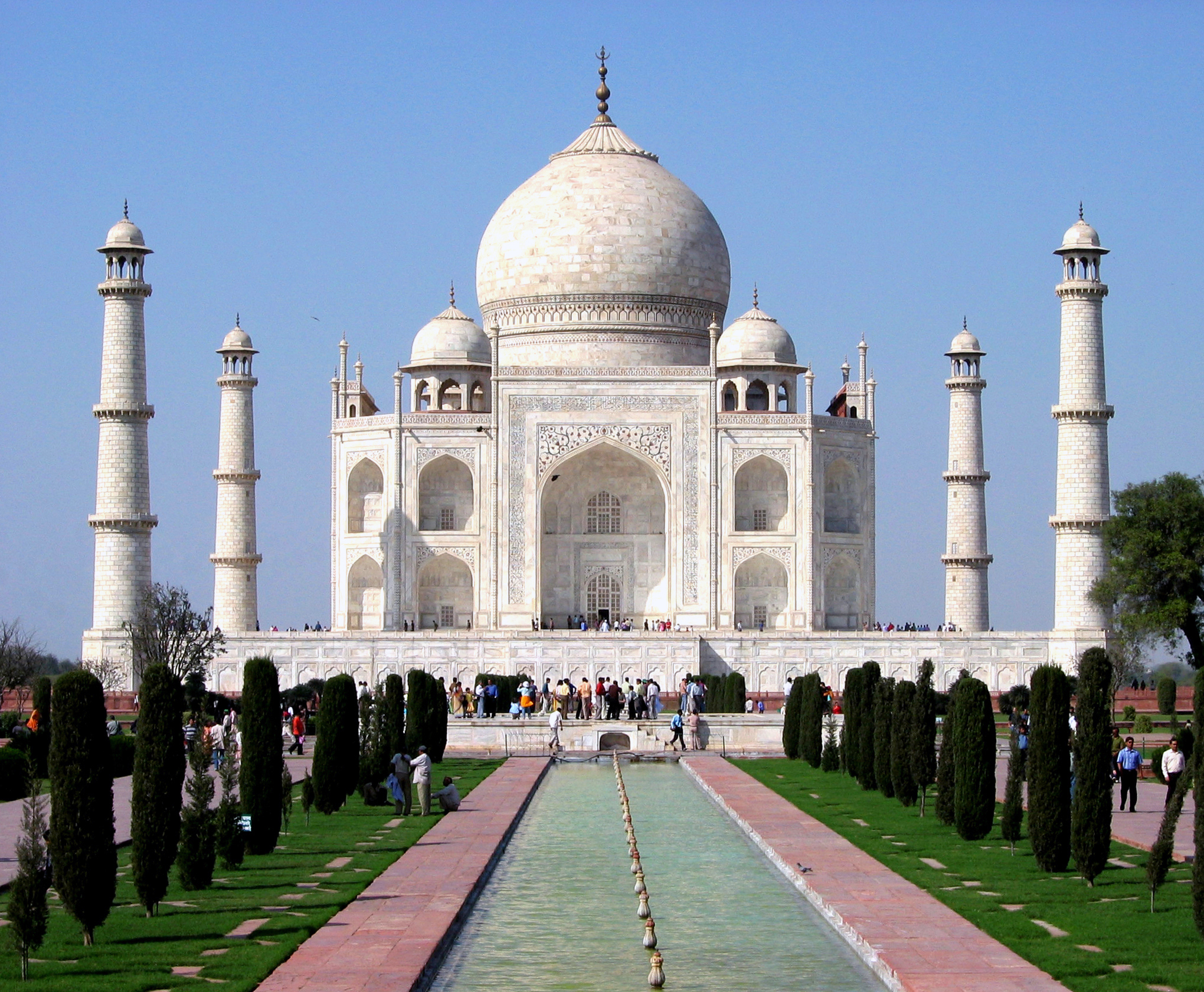
Тадж-Махал. Агра.

В Уттар-Прадеші багато туристичних пам'яток національного і міжнародного масштабу. Найвідомішим туристичним маршрутом вважається так званий «золотий трикутник»: Агра-Джайпур-Делі. Агра, відома завдяки Тадж-Махалу і форту. Неподалік розташовано «мертве місто» Фатехпур-Сікрі (XVI століття), яке близько 20 років служило столицею при імператорові Акбарі з династії Великих Моголів, а потім був залишено людьми. На сході штату уздовж Гангу протягнувся ланцюжок святих для індуїстів і буддистів міст — Канпур, Аллахабад і Варанасі, що залучають мільйони паломників.